# Природный парк Перш
Природный парк Перш (фр. Parc naturel régional du Perche) — региональный природный парк на севере Франции.
Природный парк Перш находится на территории департамента Орн региона Нижняя Нормандия и департамента Эр и Луар региона Центр. Парк был создан в 1998 году и в настоящее время охватывает площадь в 182 тысячи гектаров. На его территории расположены 118 коммун с населением в 77 тысяч человек. Правление парка находится в коммуне Нок.

Логотип природного парка Перш

Парк расположен на территории исторического графства Ла-Перш. Особый интерес для натуралистов и экологов представляют окружённые изгородями огромные луга, на которых в прошлом была выведена особая местная конская порода — першероны. В настоящее время парковый ландшафт сохраняется практически в своём природном, исконном состоянии. Здесь в большом количестве перемежаются лесные пространства с лугами и пустошами, имеются также и заболоченные местности. На территории парка Перш сохранились и ныне охраняются многие виды редких животных и растений.